# 劉天澤
劉天澤（1465年—？），字惟善，江西吉安府安福县人，民籍，明朝政治人物。

## 生平
江西鄉試第八十六名舉人。弘治十二年（1499年）中式己未科會試第一百六十八名，三甲第二十一名進士。

## 家族
曾祖劉明憲；祖劉宜相；父劉智珪。母黄氏。慈侍下。兄玄深、玄清、玄淇。